# Hallsche Untergruppe
Unter einer hallschen Untergruppe versteht man in der Gruppentheorie, einem Teilgebiet der Algebra, eine Untergruppe einer endlichen Gruppe, deren Mächtigkeit teilerfremd zu ihrem Index ist.
Sie sind benannt nach dem britischen Mathematiker Philip Hall.

## Formale Definition
Sei {\displaystyle G} eine endliche Gruppe, {\displaystyle U\leq G}.
{\displaystyle U} heißt hallsch in {\displaystyle G} genau dann, wenn {\displaystyle |U|} und {\displaystyle (G:U)} teilerfremd sind.
Man beachte, dass diese Definition nur für endliche Gruppen sinnvoll ist, weil der Index und die Mächtigkeit einer Untergruppe einer unendlichen Gruppe nicht beide endlich sein können.

## Beispiele
- Jede Sylowgruppe ist hallsch in der jeweiligen Gruppe
- Jede Gruppe ist hallsch in sich selbst
- Das Frobeniuskomplement einer Frobeniusgruppe ist hallsch in der Gruppe
- Die alternierende Gruppe vom Grad {\displaystyle n} ist genau dann hallsch in der symmetrischen Gruppe vom Grad {\displaystyle n}, wenn {\displaystyle n\leq 3}

## Bedeutung
Philip Hall hat gezeigt, dass für jede endliche auflösbare Gruppe {\displaystyle G} und eine Menge von Primzahlen {\displaystyle \pi } gilt:
(1) {\displaystyle G} besitzt hallsche {\displaystyle \pi }-Untergruppen
(2) Je zwei solche Untergruppen sind konjugiert
(3) Jede {\displaystyle \pi }-Untergruppe von {\displaystyle G} ist in einer hallschen {\displaystyle \pi }-Untergruppe von {\displaystyle G} enthalten
Dabei ist eine {\displaystyle \pi }-Untergruppe von {\displaystyle G} eine Gruppe, deren Ordnung alle Zahlen aus {\displaystyle \pi } enthält.
Umgekehrt ist jede endliche Gruppe, die zu jeder Menge von Primzahlen {\displaystyle \pi } eine entsprechende hallsche Untergruppe besitzt, auflösbar.